# 1990 UO1
1990 UO1 är en asteroid i huvudbältet, som upptäcktes den 20 oktober 1990 av den japanske amatörastronomen Atsushi Sugie i Dynic-observatoriet.
Asteroiden har en diameter på ungefär 4 kilometer.